# Котівка (Олександрійський повіт)
Котівка — колишнє село на річці Боковій Олександрійського повіту Херсонської губернії. В 1930-х роках увійшло до складу с. Варварівка (Долинський район).

## Історичні відомості
30.12.1825 помер поручик у відставці Євтихій Петрович Котов (Кіт), який заснував сільце Котівка в 80-х роках 18 ст. Євтихій Кіт був нащадком козацького сотника сл. Зеленої Слобідського козацького полку Петра Петровича Кота (1708 р.н.). Петро Кіт є вихідцем з козаків с. Кам’янки Потоцької сотні. 
Знайдені відомості в Описі Єлисаветградського повіту кінця 18 століття, де зазначено наступне:
«Сельцо Котовка, порутчика Євстафія Петрова сына Котова 80 душ м.п. и 60 душ ж.п. при речке Боковой с левой стороны и оврага Солоноватого, домь господской деревянной при фруктовомь саде, ветренная мельница, прудь, лошадиной и овчарной заводы, земля черноземь, хлеба и сенокосы посредственны, подданные на пашню.»
Після Котових у власності Буцьких. 
На картах 19 ст. біля села Котівка вказано розміщення цвинтаря і каплички.
В 30-х р.р. ХХ ст. увійшло в с. Варварівку. До цього часу, на куток Варварівки, де було описане тут поселення кажуть "Котівка" або "Котове".